# Сиреневый бульвар (Москва)
Сире́невый бульва́р — одна из центральных магистралей в Восточном административном округе (ВАО) г. Москвы, разделяющая районы Восточное Измайлово и Северное Измайлово. Это самый протяженный бульвар Москвы.
Проходит почти строго с запада на восток, начинаясь как ответвление Щёлковского шоссе.
Бульвар пересекают Никитинская, 3-я, 5-я, 7-я, 9-я, 11-я, 13-я, 15-я и 16-я Парковые улицы; на пересечении с 3-й Парковой улицей располагается площадь Викторио Кодовильи, на пересечении с 16-й Парковой — площадь Соловецких Юнг. Имеется поворот на Измайловский проезд. На востоке бульвар упирается в промзону непосредственно у МКАД, но не имеет самостоятельного выезда на кольцевую дорогу. Нумерация заканчивается домом №87, строение 2.
При прокладке трассы Сиреневого бульвара была уничтожена северная часть Измайловского кладбища.

## История названия
Магистраль была построена последней среди всех близлежащих улиц. Официальное присвоение названия «Сиреневый бульвар» бывшему «Проектируемому проезду № 3503» состоялось 1 марта 1960 года — в соответствии с решением Исполнительного комитета Московского городского Совета депутатов трудящихся от 01.03.1960 № 14/17 «О присвоении наименований проектируемым проездам в Сталинском районе г. Москвы». Выбор названия связан с тем, что неподалёку от начала улицы (между бульваром и Щёлковским шоссе) в 1954 году по инициативе селекционера Леонида Колесникова был основан сиреневый питомник (в 1975 году преобразованный в Сиреневый сад, площадь которого составила 7 Га). Вдоль самой магистрали были посажены кусты сирени разных сортов.
В 2017 году пешеходная зона Сиреневого бульвара была благоустроена: её дополнительно озеленили цветниками и газонами, установили новое освещение, а вдоль прогулочного пространства поставили новые лавочки, шезлонги и качели. На участке бульвара между Щелковским проездом и улицей Никитинская проложили велодорожку.

## Особенности
На бульваре находится большое количество предприятий торговли и общепита, школ, финансовых и медицинских учреждений, Университет физкультуры, спорта и туризма (РГУФКСиТ), дворец спорта «Измайлово», построенный к Олимпийским играм 1980 года, и кинотеатр «София» (находится на реконструкции).
Напротив дома №38 по Сиреневому бульвару находится «Сад ветеранов» — сквер, заложенный 8 мая 1965 года жителями района в честь 20-летия Победы в Великой Отечественной войне. В парке установлен памятник в память о ратном подвиге солдат-измайловцев — «Народу-победителю от благодарных потомков». В 2019 году парк был благоустроен по программе «Мой район»: в нём обновили детские площадки, организовали выставку патриотических плакатов, установили стилизованные под старину фонари и новые скамейки.
На пересечении Сиреневого бульвара и 9-й Парковой улицы находится памятник первому искусственному спутнику Земли.
В доме №43 по Сиреневому бульвару в 1971-1972 годах проживала после переезда её родителей из Ленинграда в Москву будущая писательница Александра Маринина.
Сиреневому бульвару посвящена песня «На Сиреневом бульваре» барда Вадима Егорова.

## Примечательные здания
По нечётной стороне
- № 31 — кинотеатр «София», построен по проекту архитектора М. Н. Мошинского. Снесён в 2020 г. в рамках программы реконструкции московских кинотеатров. В 2022 г. на его месте открыт многофункциональный районный центр «София».

По чётной стороне
- № 2 — дворец спорта «Измайлово».
- № 4 — комплекс зданий Российского государственного университета физической культуры, спорта, молодёжи и туризма.
- № 4с1 — легкоатлетический манеж университета физической культуры, спорта, молодёжи и туризма (1973; архитекторы Б. Иофан, Д. Алексеев, инженеры Ю. Дыховичный, М. Пугачевский)[8]
- № 4Д — музыкальная школа № 68 имени Р. К. Щедрина, бывшая церковно-приходская школа при храме Рождества Христова в селе Измайлово.
- № 26/43 (пересечение с 9-й Парковой ул.) — восьмиэтажный жилой дом, построенный в 1959 году. Часть крыла здания в 3 этажа, после капитального ремонта, вновь занимает детский сад №461 (до 2009 года — БТИ «Восточное-2»)[9]. В первом этаже находятся — аптека (Кондитерская в советские годы), алкомаркет «Пятьница», стоматологическая клиника. В мансарде здания ещё с советских времён расположены мастерские художников, членов Московского Союза художников[10].

## Общественный транспорт
- Станция метро  Черкизовская и МЦК  Локомотив — недалеко от начала бульвара.
- Станция метро  Щёлковская — в 600 метрах от пересечения с 9-й Парковой улицей.
- Станция метро  Первомайская — в 760 метрах от пересечения с 9-й Парковой улицей.
- Станция метро  Измайловская — в 1730 метрах от пересечения с Никитинской улицей.
- Автобусные маршруты 34, 34к, 97, 230, 257, 557, 884, 974, т51, т55.